# Luigi Monteleone
Luigi Monteleone (Napoli, 1920 – Noventa Padovana, ottobre 2004) è stato uno scrittore italiano.

## Biografia
Nato a Napoli nel 1920, Luigi Monteleone ha esercitato la professione di medico alternata a quella di scrittore. 
Dopo essersi laureato a Padova, si trasferisce nel dopoguerra nel Veneto, a Dolo, ed esordisce nella narrativa nel 1953 con il romanzo Il signorino. 
In seguito pubblica due raccolte di racconti: La bestia controvento nel 1974 e La pena e l'oblio nel 1990 (opera insignita del Premio Bergamo).
Muore nell'ottobre del 2004.

## Opere

### Romanzi
- Il signorino, Napoli, Marotta, 1973

### Racconti
- La bestia controvento, Milano, Bompiani, 1974 - Nuova ed. Milano, Feltrinelli, 1990 ISBN 88-07-01404-1.
- La pena e l'oblio, Milano, Feltrinelli, 1989 ISBN 88-07-01392-4.

### Antologie
- Narratori delle riserve di AA. VV. a cura di Gianni Celati, Milano, Feltrinelli, 1992 ISBN 88-07-01439-4.